# Colobostruma papulata
Colobostruma papulata är en myrart som beskrevs av Brown 1965. Colobostruma papulata ingår i släktet Colobostruma och familjen myror. Inga underarter finns listade i Catalogue of Life.